# Manspreading
Ne doit pas être confondu avec Mansplaining.

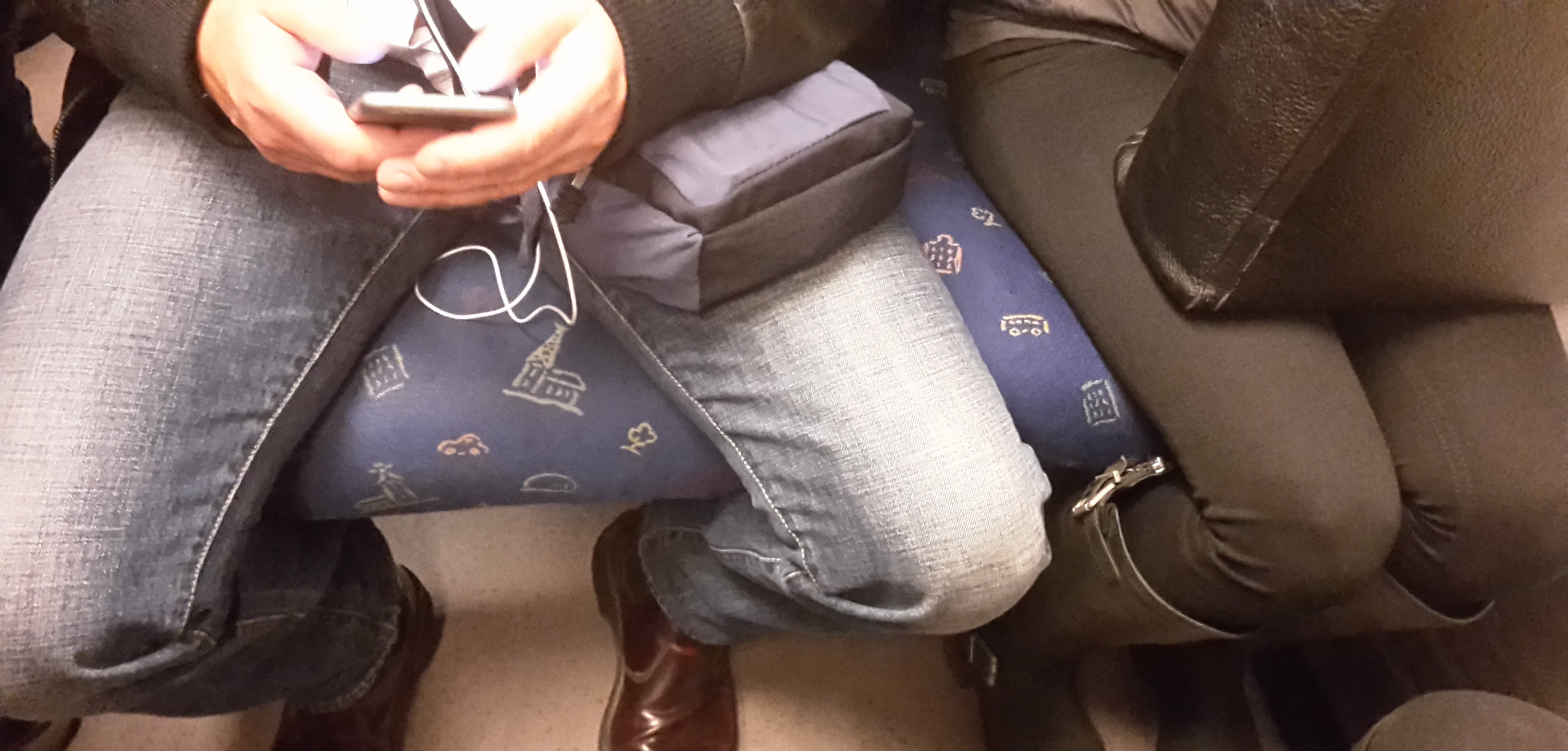
Exemple de manspreading dans le métro de Stockholm : un homme les jambes écartées est assis à côté d'une femme qui a les jambes serrées.

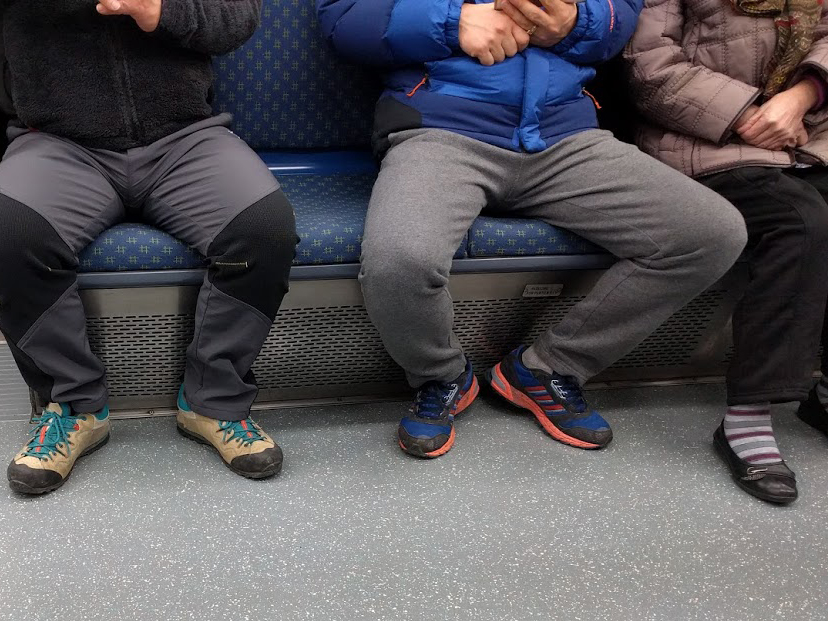
Un autre exemple de manspreading dans un métro, à Busan en Corée du Sud.

Le manspreading, en anglais manspreading ou man-sitting, est un concept développé par des féministes américaines accusant certains hommes d'adopter une posture dans les transports en commun, consistant à s'asseoir en écartant les cuisses et en occupant alors plus que la largeur d'un siège,.
Composé des termes man (« homme ») et spreading (« étalement »), le mot peut se traduire en français par « étalement masculin ». Le terme naît en 2008 sur internet et se propage dans les années 2010 sous l'impulsion de militantes féministes. Il est particulièrement relayé sur les réseaux sociaux par hashtag. Il s'oppose à la pratique du womancrossing qui est une tendance féminine qui consiste à croiser les jambes dans les transports en commun. La dénonciation par les féministes du manspreading a provoqué des débats, et a été notamment critiquée par les mouvements masculinistes.

## Description
Le manspreading désigne une posture genrée « masculine » dans l'espace public, particulièrement dans les transports en commun, où certains hommes se tiennent assis les jambes écartées et prennent de la place, débordant sur les sièges adjacents. Ce phénomène est présent dans de nombreuses cultures.
Le terme est à mettre en relation avec d'autres termes débutant en anglais par le préfixe man pour décrire des comportements masculins induits et inconscients de domination masculine : mansplaining traduit par mecsplication, manslamming en sont des exemples. La dénonciation de ces comportements fait écho au travail de féministes comme Brigitte Grésy qui ont décrit ces dernières années les comportements de sexisme ordinaire et préconisent des prises de position institutionnelles et des campagnes de communication à grande échelle pour susciter la réflexion autour de ces comportements dits de sexisme ordinaire,,.
D'après Emma A. Jane, le manspreading « n'est pas simplement un manque de savoir-vivre, mais un exemple flagrant du sexisme "ordinaire" que subissent les femmes à cause de l'impression qu'ont les hommes que tout leur est dû »,. Le manspreading reflèterait ainsi la tendance des hommes à agir sans se préoccuper de l'impact de leur comportement sur les autres.
Pour Burgoon et Dunbar (2006), le manspreading est une affirmation du pouvoir masculin qui se manifeste dans l'occupation de l'espace. Les personnes adoptant cette posture montrent par le manspreading leur sentiment d'avoir le droit de ne pas respecter les normes établies (comme s'assoir sur un seul siège).

## Historique

### Étude des postures masculines et féminines

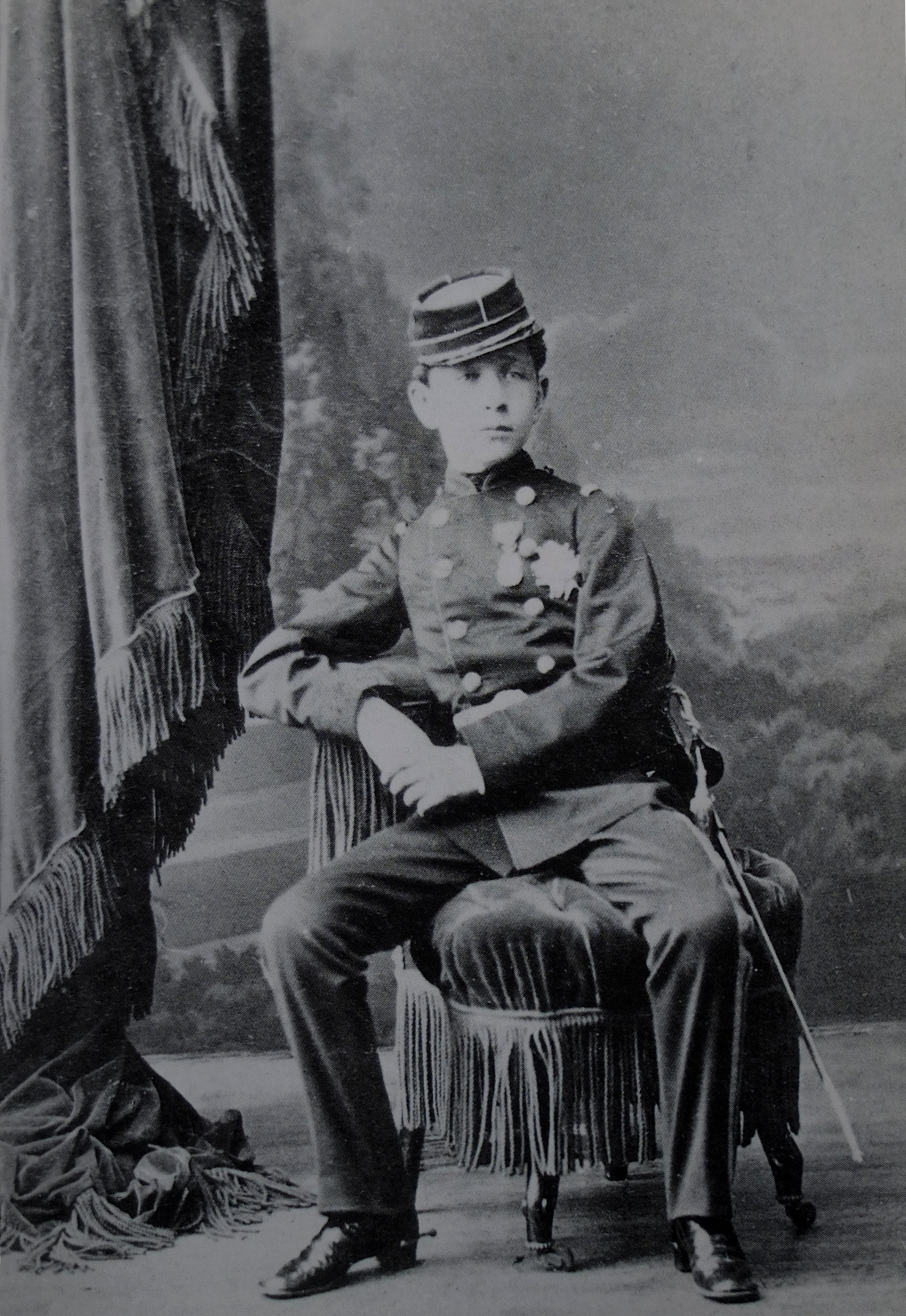
Manspreading en 1870, le prince impérial, Louis-Napoléon Bonaparte (1856-1879).

Dans les années 1970, la sociologue Colette Guillaumin étudie les postures des hommes et des femmes dans l'espace public, notant que les hommes ont tendance à écarter les jambes et les femmes à les croiser,.
Emma A Jane note que la tendance des hommes à s'asseoir en écartant les jambes n'est pas nouvelle et s'observe dans de nombreuses œuvres d'art mettant en scène des dirigeants politiques comme des rois et des princes. Historiquement, les hommes auraient davantage tendance à ouvrir leurs jambes quand ils s'assoient, tandis qu'il serait attendu des femmes qu'elles gardent leurs jambes fermées, afin notamment de préserver leur pudeur ou ce qui est perçu comme des bonnes manières. Au XIXe siècle au Royaume-Uni, les femmes devaient ainsi monter à cheval sur le côté (en amazone), ou ne pas faire de violoncelle les jambes écartées.

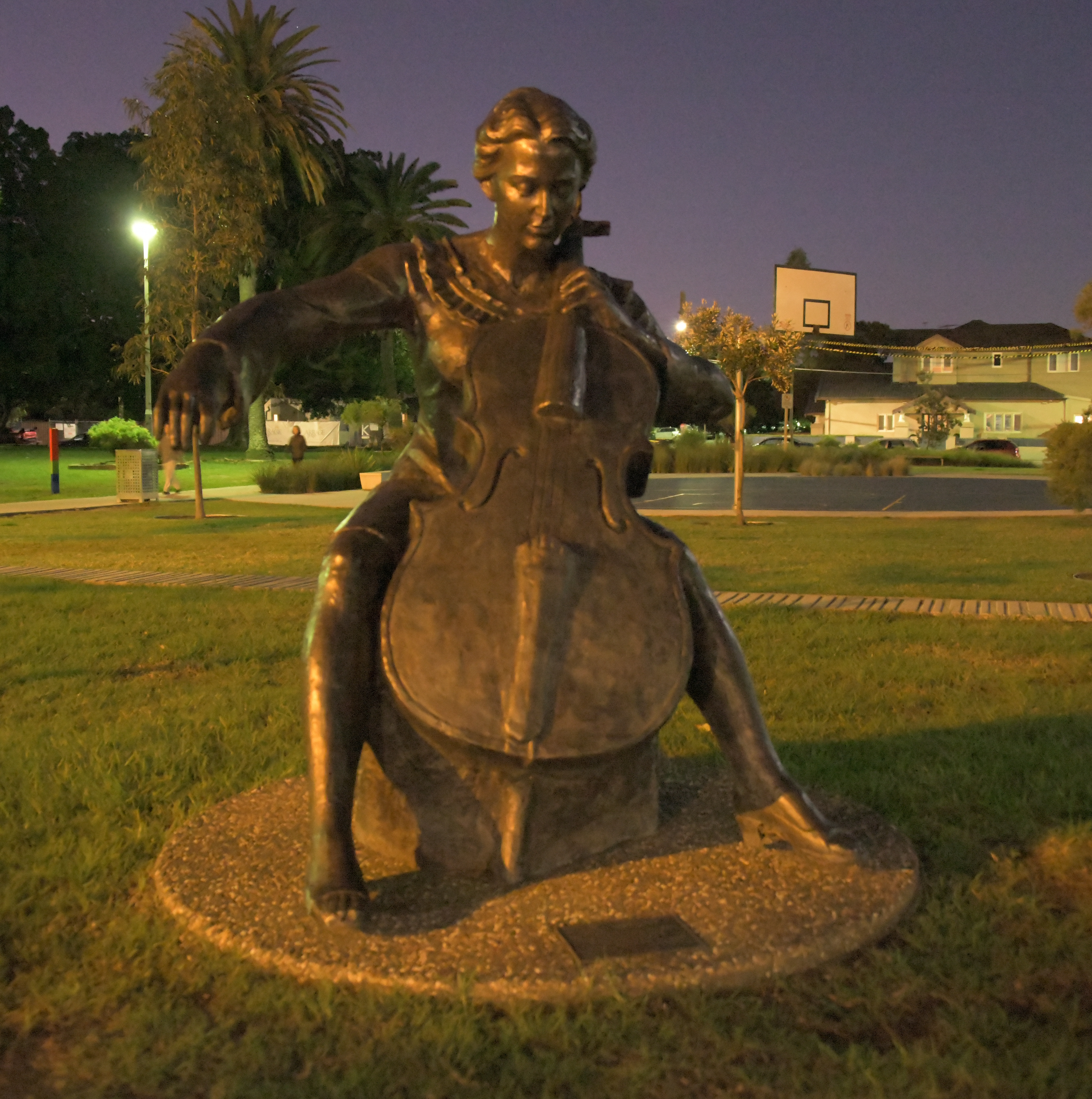
Statue de la violoncelliste Jacqueline du Pré.

Ces postures genrées sont, pour Emma A. Jane, intimement liées aux rapports de pouvoir entre les individus : « Les postures ouvertes et étendues du corps, par exemple, sont caractéristiques des individus dominants, tandis que les personnes dominées prennent moins de place en contractant leur posture, s'asseyant les jambes et les bras fermés »,.

### Naissance et développement du terme
Le terme manspreading apparait aux États-Unis sur internet en 2008 d'après Le Monde, et le sujet est abordé en 2012 dans un article de Jezebel, avant d'être popularisé sur le blog Tumblr « Men Taking Up Too Much Space on the Train » (« les hommes qui prennent trop de place dans le train ») où sont postées des photos d'hommes dans les transports publics se tenant les jambes écartées. Le mot se répand à travers des memes et des hashtags sur les réseaux sociaux.
Le terme manspreading se développe dans les années 2010, en même temps que d'autres termes mettant en évidence des attitudes sexistes telles que le mansplaining, le manterrupting. Ces néologismes reposent en partie sur l'humour (en particulier la culture des memes internet) pour dénoncer ces pratiques, à travers des montages photographiques se moquant de l'attitude des hommes dans les transports en commun[réf. souhaitée].
En français, cette attitude est parfois également appelée  « syndrome des couilles de cristal »,,,,.
Le mot manspreading se popularise en 2014 après une campagne lancée dans le Metropolitan Transportation Authority (MTA) ou métro de New York en 2013 pour promouvoir des comportements respectueux. Il est utilisé pour décrire l'occupation corporelle masculine d'un espace restreint, particulièrement dans les transports en commun.
En 2017, Emma A. Jane estime que les militantes féministes ont réussi à sensibiliser l'opinion publique au problème de l'occupation masculine de l'espace à travers leur activisme, en particulier en ligne.
Par réaction, ce terme est vivement critiqué par les défenseurs des droits des hommes et les masculinistes, ce qui conduit souvent à des confrontations houleuses en ligne.

### Campagnes de prévention

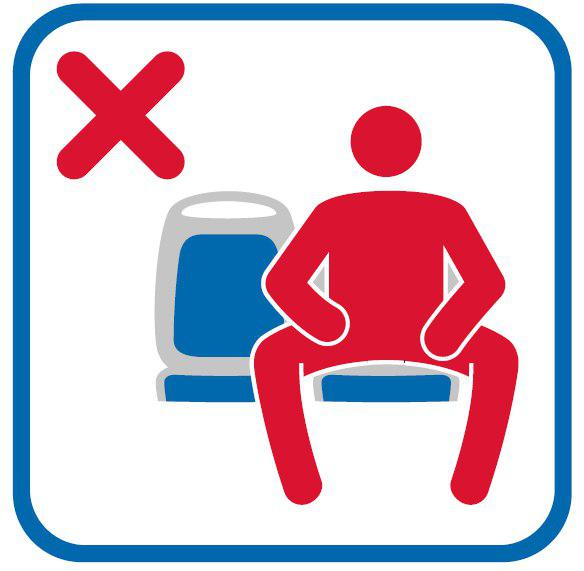
Le 6 juin 2017, la société de transport madrilène ajoute un pictogramme dans les bus pour demander aux usagers de ne pas occuper deux sièges en s'asseyant les jambes écartées.

Aux États-Unis, une campagne de prévention contre le manspreading a lieu dans le métro de New York en 2013, ainsi que dans d'autres villes. Au Canada, une campagne similaire a eu lieu dans le métro de Toronto.
En Espagne, le parti Podemos dépose un projet de loi  le 6 juin 2017 au parlement de la région de Madrid, pour interdire le manspreading. Le 6 juin 2017, la société de transport madrilène ajoute un pictogramme dans les bus pour demander aux usagers de ne pas occuper deux sièges en s'asseyant les jambes écartées. La RATP a également mené des campagnes de sensibilisation au manspreading des usagers du métro de Paris.

## Critiques

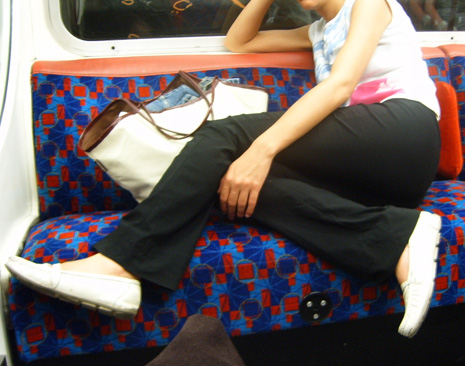
Exemple de femme occupant deux places dans le métro londonien, avec une posture parfois appelée she-bagging.

Après avoir été relayé en masse sur les réseaux sociaux, le terme a été vivement critiqué.[source insuffisante]

### Arguments en faveur du manspreading
Le manspreading est présenté comme la conséquence d'une recherche de plus de confort et résulterait de la morphologie masculine. Au Canada, la Canadian Association for Equality (CAFE), une association canadienne de défense des droits des hommes, a critiqué les campagnes de diffusion sur le manspreading, faisant valoir qu'il est « physiquement pénible pour les hommes de fermer les jambes » et qu’elles sont comparables avec la volonté « d’obliger les femmes à arrêter d'allaiter dans des bus ou des trains ... ». Les commentateurs dans les médias ont présenté des arguments similaires en ce qui concerne la nécessité biologique pour les hommes d’étendre leurs jambes pour bien accueillir leurs testicules.
Un autre argument avancé (notamment par les organisations de défense des droits des hommes) est que le manspreading ne serait pas un comportement social typiquement masculin étant donné que de nombreuses femmes y auraient recours. Il ne s'agirait pas d'un problème lié au genre, mais au manque de savoir-vivre. Pour illustrer cet argument, ils ont posté des photos de femmes prenant de la place dans les transports en commun. En outre, le terme manspreading est perçu comme étant sexiste, car il conduirait à essentialiser les hommes.
Un autre reproche couramment évoqué est l'utilisation de néologismes très utilisés sur les réseaux sociaux, mais peu dans les médias et le quotidien, et qui simplifient une réalité plus complexe.

### Critiques anti-féministes
Cathy Young, journaliste féministe, dénonce la stigmatisation de postures masculines qu'elle décrit comme pseudo-féministe, dans son article publié dans le Time en 2014 et intitulé Stop Fem-splaining. Ses positions sont relayées par un groupe formé sur les réseaux sociaux et nommé Women against feminism. La dénonciation en ligne de ces comportements s'apparente selon ces points de vue à des pratiques de doxxing ou de online shaming, un type de harcèlement en ligne par la dénonciation d'un comportement jugé problématique. Des féministes comme Clementine Ford ont réagi à cette argumentation en critiquant à leur tour ces réactions de rejet de positionnement féministes humoristiques comme étant indicatrices de la difficulté pour les femmes de dénoncer des comportements de sexisme ordinaire[réf. nécessaire]. En réponse, l'essayiste américaine Cathy Young note que la « misandrie ironique » défendue par certaines féministes comme Clementine Ford deviendrait parfois de la misandrie tout court.

### Contre-arguments
Pour Emma A. Jane, une journaliste australienne, les arguments masculinistes ne reposent pas sur des arguments solides, alors que les critiques féministes du manspreading sont soutenues par la littérature scientifique. Ainsi, il n'existe aucun argument médical sur la nécessité d'avoir les jambes ouvertes pour protéger les parties génitales masculines. De même, l'argument selon lequel les femmes prennent elles aussi de la place dans les transports publics repose sur une fausse équivalence.
La critique du manspreading serait présentée par les masculinistes comme un preuve que le féminisme dans son ensemble est problématique. Ainsi, les féministes "n'auraient pas d'humour, seraient hypersensibles, idiotes et se concentreraient sur des combats inutiles en traquant les moindres comportements masculins jugés problématiques". Cela "démontrerait que le mouvement féministe n'a plus aucun argument ni combat utile à mener".
[source insuffisante]